# Systropus geijskesi
Systropus geijskesi är en tvåvingeart som beskrevs av Charles Howard Curran 1942. Systropus geijskesi ingår i släktet Systropus och familjen svävflugor. Inga underarter finns listade i Catalogue of Life.